# Sankt Gotthard im Mühlkreis
Sankt Gotthard im Mühlkreis (fino al 1951 Sankt Gotthard) è un comune austriaco di 1 289 abitanti nel distretto di Urfahr-Umgebung, in Alta Austria.